# Let's Sing
Let's Sing è un videogioco canoro, sviluppato da Voxler e distribuito da Deep Silver pubblicato il 19 ottobre 2012 per Nintendo Wii. Appartenente alla omonima serie videoludica, ne rappresenta il primo titolo.
Il gioco consiste principalmente nell'offrire al giocatore determinati brani da cantare, in modo che possa ottenere un dato numero di punti sulla base della prestazione canora offerta. Sono 40 le canzoni disponibili per questo titolo tra le quali 2 hit italiane di Alessandra Amoroso e Irama, e si tratta sia di successi del passato che delle hit coetanee al gioco.
Il sequel di questo gioco è rappresentato da Let's Sing 2014, seguito da Let's Sing 2015.